# Podrinje (région)
Pour les articles homonymes, voir Podrinje.

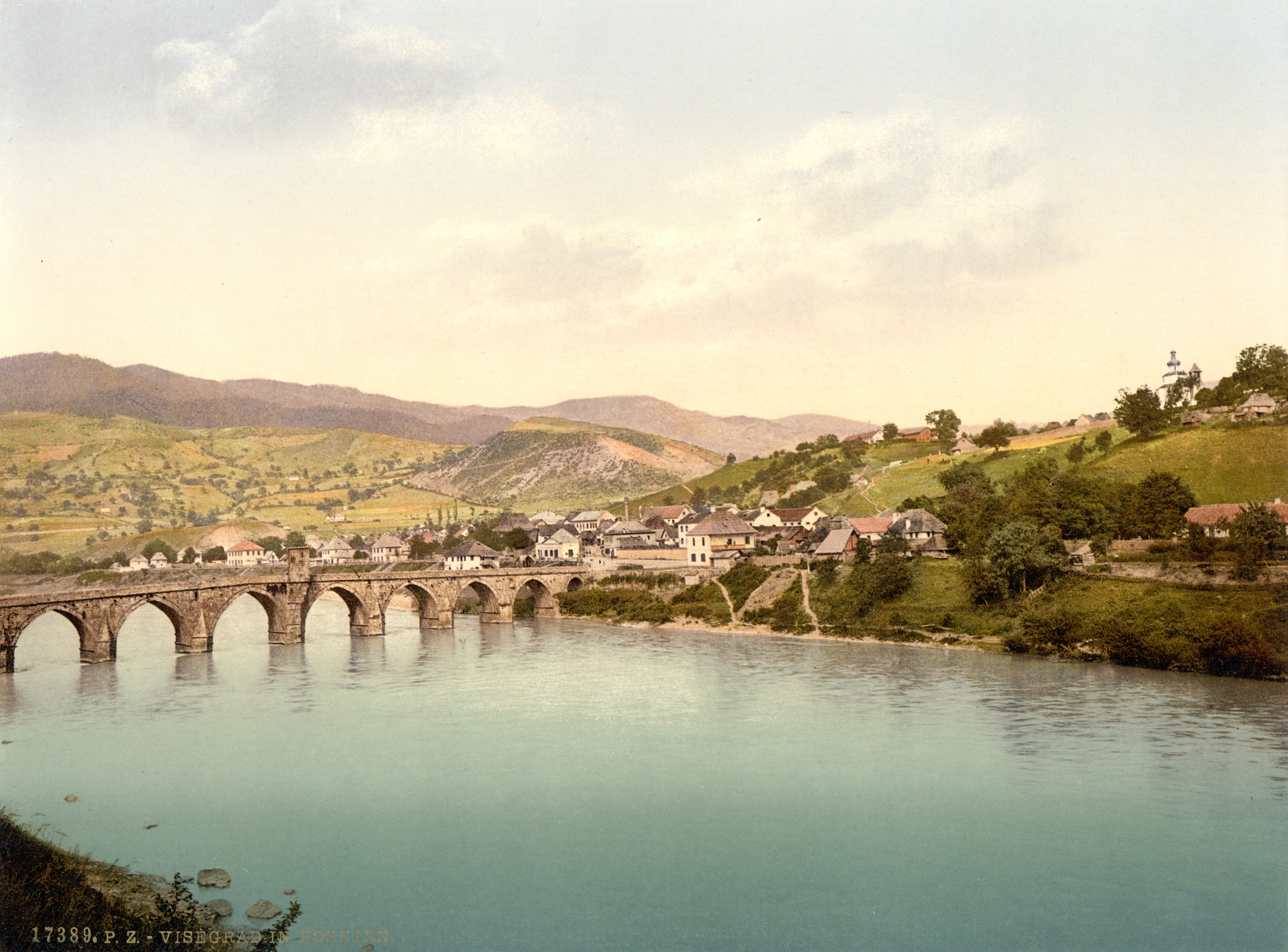
Le pont sur la Drina à Višegrad (vers 1890)

Le Podrinje (en serbe cyrillique : Подриње) est le nom du bassin de la Drina. La région est située pour une part en Serbie (Serbie centrale) et en Bosnie-Herzégovine, principalement en république serbe de Bosnie, avec une petite partie dans le canton du Podrinje bosnien, dans la fédération de Bosnie-et-Herzégovine.

## Histoire
La région de la Drina fut le centre de la principauté de Serbie sous le règne de Časlav Klonimirović, de la dynastie des Vlastimirović au Xe siècle.
Entre 1918 et 1922, au temps du royaume des Serbes, Croates et Slovènes, il exista un district du Podrinje, avec comme siège la ville de Šabac ; il comprenait le nord-ouest de l'actuelle Serbie centrale. Entre 1922 et 1929, à peu près au même emplacement, se trouva l'Oblast du Podrinje, toujours avec Šabac comme centre administratif. En 1929, la région fut intégrée dans une vaste province du royaume de Yougoslavie connue sous le nom de banovine de la Drina ; sa capitale était Sarajevo et elle incluait une partie de l'ouest de l'actuelle Serbie et une partie de l'est de l'actuelle Bosnie-Herzégovine. Après l'invasion du royaume par les puissances de l'Axe en 1941, la région fut divisée entre l'État indépendant de Croatie, dominé par les oustachis, et la Serbie de Milan Nedić, sous contrôle nazi.
En 1941, les Partisans communistes de Tito libérèrent un vaste territoire à l'ouest de la Serbie et créèrent l'éphémère république d'Užice (Uzička Republika), avec la ville d'Užice comme capitale. Ce territoire constitua alors une enclave libre dans une Europe occupée par les nazis. Au terme de sa brève existence, la République fut reconquise par les Allemands et les partisans communistes se réfugièrent en Bosnie.
Aujourd'hui, un des cantons de la fédération de Bosnie-et-Herzégovine porte le nom de canton du Podrinje bosnien.

## Villes du Podrinje

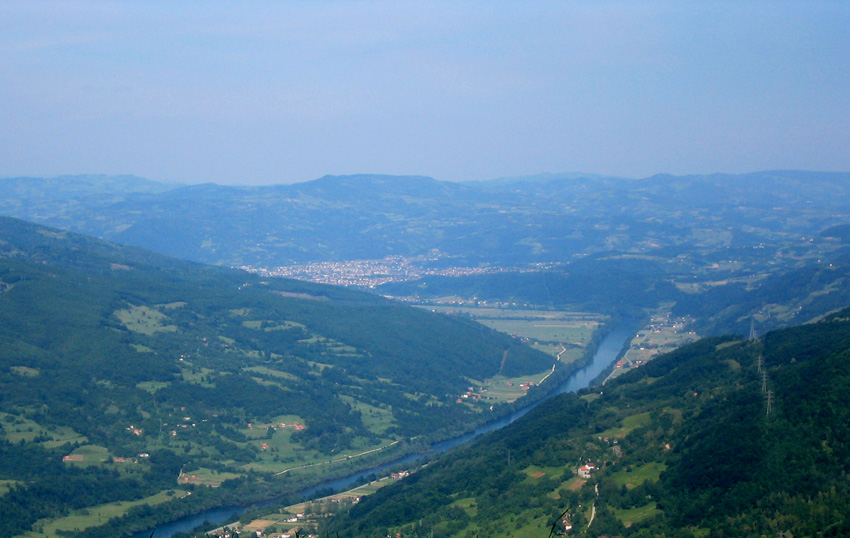
La vallée de la Drina vers Bajina Bašta

En Bosnie-Herzégovine : 
- Foča :
- Goražde :
- Višegrad :
- Vlasenica :
- Zvornik ;
- Janja.

En Serbie (Serbie centrale):
- Bajina Bašta ;
- Banja Koviljača ;
- Ljubovija ;
- Loznica.